# Gabriel-Joseph de Lavergne, conte di Guilleragues
Gabriel-Joseph de Lavergne, conte di Guilleragues (Bordeaux, 1628 – Istanbul, 1684), è stato uno scrittore francese.
Segretario del re di Francia e ambasciatore a Costantinopoli, è ritenuto dalla maggior parte degli studiosi il vero autore delle Lettere di una monaca portoghese, inizialmente attribuite a Mariana Alcoforado.

## Fonti
- Guilleragues[collegamento interrotto] su Treccani.it